# Inti-Illimani
Gli Inti-Illimani sono un gruppo vocale e strumentale cileno nato nell'ambito del movimento della Nueva Canción Chilena e tuttora attivo, seppure diviso in due gruppi: Inti-Illimani e Inti-Illimani Histórico.
Costretti all'esilio in conseguenza del golpe cileno del 1973, hanno soggiornato per quindici anni in Italia come rifugiati politici; sono rientrati in patria nel 1988 dove hanno proseguito l'attività musicale anche attraverso un rinnovamento nel repertorio e nella composizione del gruppo stesso.

## Origine del nome
Il nome è composto da due parole: Inti (dio del sole nella cultura inca) e Illimani (nome Aymara di una cima della catena delle Ande).

## Storia
Il gruppo si forma nel 1967, all'interno dell'Università Tecnica di Santiago del Cile; nei primi anni si alterna tra le sue file una quindicina di studenti d'ingegneria. Il complesso si stabilizza in una formazione a cinque elementi, e il 6 agosto del 1967 debutta col nome Inti-Illimani alla Festa Nazionale della Bolivia. 
Dopo alcune tournée di successo in Sud America, nell'estate del 1973 è il momento del primo tour Europeo. Il 5 settembre arrivano in Italia per suonare alla Festa dell'Unità di Milano. L'11 settembre 1973, mentre i musicisti stanno visitando la basilica di San Pietro nella città del Vaticano, sono raggiunti dalla notizia che è in corso un colpo di stato militare in Cile condotto dal generale Augusto Pinochet. La violenta repressione del regime militare contro gli artisti, che sono vittime di rastrellamenti e vengono ammassati negli stadi trasformati in campi di concentramento, ed in particolare l'assassinio di Victor Jara di cui gli Inti-Illimani interpretavano alcune canzoni, rende estremamente pericoloso un loro eventuale rientro in patria. Su consiglio del deputato Gian Carlo Pajetta, i membri del complesso chiedono - ed ottengono - asilo politico in Italia. La tournée viene completata con alcune date in Francia e in Olanda, poi in ottobre il complesso si stabilisce permanentemente in Italia. È l'inizio di ciò che gli Inti-Illimani denomineranno a posteriori il loro tour senza fine: l'esilio forzato durerà dal 1973 al 1988; in questo lungo arco di tempo, i musicisti vivranno inizialmente a Genzano di Roma, poi si stabiliranno nella capitale.
Nel 1973, quando il gruppo si trova in tournée in Italia, e dunque al momento del colpo di Stato in Cile, la formazione è la seguente: Max Berrú Carrion, José Miguel Camus Vargas, Jorge Coulón Larrañaga, Horacio Duran Vidal, Horacio Salinas Alvarez, José Seves Sepúlveda. La loro lunga permanenza in Italia, da dove appoggiano le campagne per la restaurazione della democrazia nel paese d'origine, contribuendo a diffondere presso gli italiani la consapevolezza di quanto sta accadendo in Cile, amplia la loro celebrità nel nostro paese e ne decreta anche un notevole successo discografico. Nel corso degli anni settanta i loro dischi sono spesso nelle posizioni di testa delle classifiche di vendita italiane; al termine del 1976 due loro album appaiono contemporaneamente nelle prime 40 posizioni dei dischi più venduti nell'intero anno. In questo periodo gli Inti-Illimani sono ospiti fissi alle Feste dell'Unità, ma sono presenti - spesso anche a titolo gratuito per spirito di solidarietà - a numerosi eventi di contorno alle lotte operaie che contraddistinsero quella stagione politica italiana.
La formazione del 1973 rimane stabile fino al 1978, anno in cui, dopo l'uscita di José Miguel Camus, rientra definitivamente Marcelo Coulón, fratello minore di Jorge, che del gruppo aveva fatto parte per un breve periodo nel 1970.
Alla fine degli anni settanta il chitarrista napoletano Mauro Di Domenico inizia la lunga collaborazione con il gruppo cileno che lo porta in tour in America Latina e in Europa.
Il 1984 vedrà l'inserimento di Renato Freyggang (negli Inti Illimani fino al 1994), e la conseguente creazione di una line-up a sette elementi, a tutt'oggi la più longeva nella storia del gruppo. Da ricordare l'apporto del venezuelano Jorge Ball, che farà parte del gruppo per circa due anni, tra il 1982 e il 1984 e successivamente, a tappe alterne, in altri periodi temporali.
Nel 1988, a seguito del fallimento del plebiscito voluto da Pinochet, termina formalmente la dittatura in Cile e gli Inti-Illimani lasciano l'Italia per rientrare in patria.
Nel 1995 il gruppo ha reclutato Pedro Villagra, che rimarrà in formazione per i quattro anni successivi, e il cubano Efren Viera, che diverrà un altro elemento stabile, assieme a Daniel Cantillana (entrato negli Inti Illimani nel 1998).  Nel 2005 entra César Jara. Ultimo componente entrato a tutt'oggi (dal 2014) è Camilo Lema.

### Inti-Illimani Histórico
Tra il 1998 ed il 2004, in tempi e circostanze diverse, sono usciti dal gruppo tre componenti (José Seves, che rientrerà in formazione per un breve periodo successivo; Horacio Salinas, e da ultimo Horacio Duran). Vengono rimpiazzati da Manuel Meriño (già nel gruppo degli Entrama), Christián González e Juan Flores (già con gli Illapu).
Nel 2004 Horacio Duran, con Salinas e Seves, forma un nuovo gruppo, denominato Inti-Illimani Histórico. Data l'importanza dei componenti fuoriusciti, si pone la questione, anche in sede giudiziaria, in merito a chi abbia il diritto a mantenere il nome e il marchio Inti-Illimani, che nel frattempo si è costituito anche come società artistica. Il problema, tuttora in corso, non impedisce alle due formazioni di proseguire normalmente le rispettive attività; ad ogni modo, dal 2005 il famoso logo del gruppo è di fatto rappresentato come Inti-Illimani ®.

## La musica

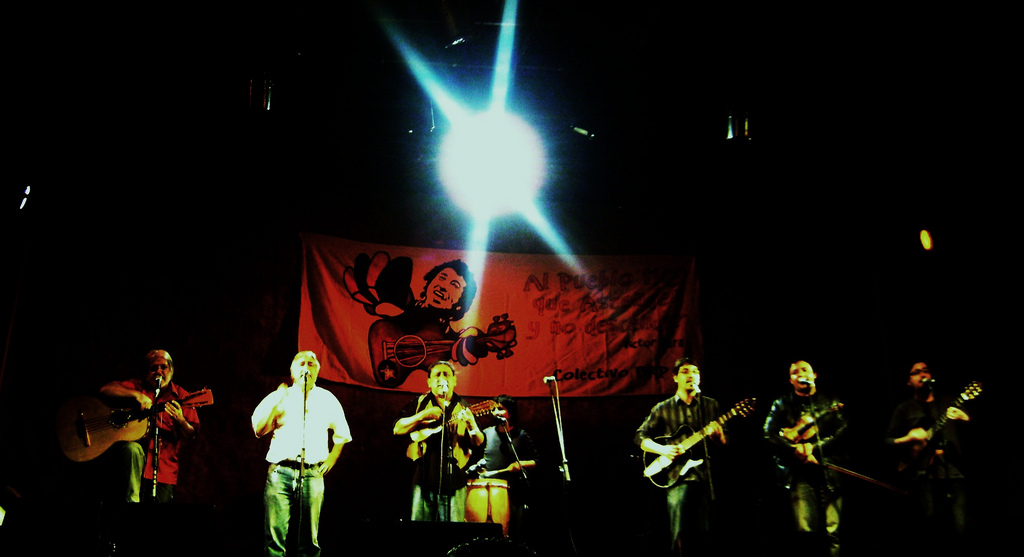
Gli Inti-Illimani al "Galpón Víctor Jara" del 16 settembre 2008

Nel corso degli anni gli Inti-Illimani hanno catalizzato insieme esperienze di vita, musicali, politiche e culturali, per produrre un ampio repertorio. Si caratterizzano per stile musicale e strumentazione: hanno preparazione tecnica e vocale notevole, sebbene abbiano spesso dichiarato di possedere una formazione autodidatta. Il tremolo eseguito con disinvoltura in Mis llamitas è una tecnica che non viene sottovalutata neanche dai grandi maestri della chitarra classica.
Nella loro opera musicale i brani spaziano dalla caratterizzazione tipica della musica andina alla canzone rivoluzionaria, con un'ampia gamma di colorazioni intermedie, insolite e originali.
Non si riesce tuttavia a circoscrivere la loro produzione a una determinata corrente artistica (come è avvenuto, ad esempio, nel rock o nella musica dei cantautori): musica e stile restano unici e irripetuti, dando al gruppo una fama e una longevità di gran lunga superiori a quella del resto del movimento. L'attività musicale parte dall'arrangiamento di temi popolari e folkloristici, per prodursi poi in piccole opere autonome che sono, in alcuni casi, anche ben elaborate. Si può dire che la loro sia una continua ricerca di nuovi sviluppi, con un repertorio pieno di combinazioni armoniche, ritmiche e stilistiche che pone ogni brano al centro di sé stesso; la varietà risulta perciò talmente ampia da non far notare il fatto che la struttura introduzione-strofe-ritornello sia pressoché onnipresente con pochissime eccezioni, ma nelle pochissime eccezioni compaiono strutture sinfoniche ben orchestrate (volutamente non è stato usato il termine arrangiate).
Il repertorio dunque non si stabilizza intorno a un modello tipo, non vi è la ricerca della combinazione che funziona o ottimale; al contrario mostra molte possibili combinazioni, spesso geniali, sviluppate dalla confluenza di ingredienti semplici ma saggiamente dosati. Anche nelle elaborazioni più ingenue o scontate la valorizzazione massima porta a piccoli grandi capolavori. Tutto ciò riguarda sia il discorso musicale di per sé sia le argomentazioni e la strumentazione. Infatti, nei primi anni, il parco strumenti del gruppo è pressoché statico e prossimi allo 'schema fisso' sono i ruoli vocali e strumentali. Nonostante questa staticità (comunque relativa) riescono a non ripetersi neanche nelle sonorità strumentali e vocali sfruttando al meglio le possibilità tecniche degli strumenti e della voce.
La loro padronanza della tecnica esecutiva e arrangiativa, che ispirò una serie di artisti come i Grup Yorum, si esprime anche nel fatto che le sofisticazioni armoniche non sono sempre necessarie, lo stesso dicasi per i virtuosismi vocali. Se América novia mía ha una struttura ritmica e armonica abbastanza semplice e le parti vocali non mostrano un'eccessiva elaborazione, non la si può di certo ritenere una canzone di facile esecuzione; anche alla luce del fatto che costituisce un pezzo di repertorio appartenente a una fase non giovanile del gruppo si può ritenere qualcosa di più che una semplice messa in musica di un testo poetico. Soprattutto considerando la coda finale, tutt'altro che semplice o canonica. Non mancano poi esibizioni di coralità orchestrale (Patria prisionera, Canto a los caídos, La exiliada del Sur), di colorazione efficace e curata (La segunda independencia, Simón Bolívar, Carnavalito de la quebrada de Humahuaca), di ricerca di tradizioni profonde nei brani (Señora chichera, Flor de Sancayo).
Numerosi i brani allegri nella musica ma struggenti nei testi (Lamento del indio, Taita Salasaca); altrettanto frequenti i brani strumentali, dedicati alle località (Alturas, Chiloé, Ramis). Uno di questi, Alturas, è uno dei brani più famosi in Italia in quanto contenuto nel primo loro disco italiano e perché sigla della trasmissione radiofonica L'altro suono; questo brano è però conosciuto anche perché il suono della zampoña della canzone è stato ripreso da Daniele Silvestri per la sua Il mio nemico.
Vengono prodotte anche strutture musicali complesse (Huajra, Canto a los caídos, Chiloé), brani che si evolvono in maniera sinfonica con strutture armoniche sapientemente dosate, con ritmi che non sono semplice accompagnamento di base, ma che vanno a costituire parte orchestrale.

## Gli strumenti
Gli Inti Illimani utilizzano un parco strumenti vario comprendente quelli provenienti dalla tradizione popolare: chitarra, tiple, charango, cuatro, siku, quena, rondador, bombo leguero, zampoña, maracas, güiro, quijada e pandereta, a cui si affiancano strumenti provenienti dalla musica colta come violoncello, contrabbasso e violino.

## Il repertorio
Nel suo repertorio il gruppo comprende, inizialmente, a fianco di brani e musiche tradizionali, molti brani di altri autori, cileni come Violeta Parra e Víctor Jara o argentini come Atahualpa Yupanqui.
Con gli anni settanta ha preso piede anche una sempre più cospicua produzione originale, assieme all'utilizzo di testi di poeti come Pablo Neruda e Rafael Alberti, senza dimenticare naturalmente il famoso brano militante El pueblo unido jamás será vencido di Sergio Ortega, inciso e reso celebre in Italia proprio dagli Inti Illimani.

## Collaborazioni
Gli Inti-Illimani hanno spesso collaborato con altri musicisti nella realizzazione dei loro dischi. Nel 2001 hanno co-arrangiato e partecipato all'esecuzione del brano Eldorado nel disco Marasma General dei Mau Mau, nello stesso anno hanno anche partecipato alla registrazione del brano (e del relativo videoclip) Il giorno del falco all'interno dell'album Versi per la libertà di Pippo Pollina (da segnalare che la coda del brano in questione è tratta da Canto de las estrellas, brano degli Inti-Illimani contenuto nell'album Arriesgaré la piel).

## Formazione
| Anno »                            | 67              | 68                    | 69                    | 70                    | 71                    | 72                    | 73                | 74                | 75                | 76                | 77                | 78                | 79              | 80              | 81              | 82              | 83              | 84               | 85               | 86               | 87               | 88               | 89               | 90               | 91               | 92               | 93               | 94               | 95               | 96              | 97              | 98                | 99                | 00                | 01                 | 02                 | 03                 | 04                 | 05                 | 06                 | 07                 | 08                 | 09                 | 10                 | 11                 |
|                                   | Guzmán          |                       |                       |                       |                       |                       |                   |                   |                   |                   |                   |                   |                 |                 |                 |                 |                 |                  |                  |                  |                  |                  |                  |                  |                  |                  |                  |                  |                  |                 |                 |                   |                   |                   |                    |                    |                    |                    |                    |                    |                    |                    |                    |                    |                    |
|                                   | Retamal         |                       |                       |                       |                       |                       |                   |                   |                   |                   |                   |                   |                 |                 |                 |                 |                 |                  |                  |                  |                  |                  |                  |                  |                  |                  |                  |                  |                  |                 |                 |                   |                   |                   |                    |                    |                    |                    |                    |                    |                    |                    |                    |                    |                    |
| direttore artistico/voce/chitarra | Yáñez           | Yáñez                 |                       |                       |                       |                       |                   |                   |                   |                   |                   |                   |                 |                 |                 |                 |                 |                  |                  |                  |                  |                  |                  |                  |                  |                  |                  |                  |                  |                 |                 |                   |                   |                   |                    |                    |                    |                    |                    |                    |                    |                    |                    |                    |                    |
| voce/bombo                        | Max Berrú       | Max Berrú             | Max Berrú             | Max Berrú             | Max Berrú             | Max Berrú             | Max Berrú         | Max Berrú         | Max Berrú         | Max Berrú         | Max Berrú         | Max Berrú         | Max Berrú       | Max Berrú       | Max Berrú       | Max Berrú       | Max Berrú       | Max Berrú        | Max Berrú        | Max Berrú        | Max Berrú        | Max Berrú        | Max Berrú        | Max Berrú        | Max Berrú        | Max Berrú        | Max Berrú        | Max Berrú        | Max Berrú        | Max Berrú       | Max Berrú       |                   |                   |                   |                    |                    |                    |                    |                    |                    |                    |                    |                    |                    |                    |
| voce/chitarra                     | Jorge Coulón    | Jorge Coulón          | Jorge Coulón          | Jorge Coulón          | Jorge Coulón          | Jorge Coulón          | Jorge Coulón      | Jorge Coulón      | Jorge Coulón      | Jorge Coulón      | Jorge Coulón      | Jorge Coulón      | Jorge Coulón    | Jorge Coulón    | Jorge Coulón    | Jorge Coulón    | Jorge Coulón    | Jorge Coulón     | Jorge Coulón     | Jorge Coulón     | Jorge Coulón     | Jorge Coulón     | Jorge Coulón     | Jorge Coulón     | Jorge Coulón     | Jorge Coulón     | Jorge Coulón     | Jorge Coulón     | Jorge Coulón     | Jorge Coulón    | Jorge Coulón    | Jorge Coulón      | Jorge Coulón      | Jorge Coulón      | Jorge Coulón       | Jorge Coulón       | Jorge Coulón       | Jorge Coulón       | Jorge Coulón       | Jorge Coulón       | Jorge Coulón       | Jorge Coulón       | Jorge Coulón       | Jorge Coulón       | Jorge Coulón       |
| voce/charango                     | Horacio Durán   | Horacio Durán         | Horacio Durán         | Horacio Durán         | Horacio Durán         | Horacio Durán         | Horacio Durán     | Horacio Durán     | Horacio Durán     | Horacio Durán     | Horacio Durán     | Horacio Durán     | Horacio Durán   | Horacio Durán   | Horacio Durán   | Horacio Durán   | Horacio Durán   | Horacio Durán    | Horacio Durán    | Horacio Durán    | Horacio Durán    | Horacio Durán    | Horacio Durán    | Horacio Durán    | Horacio Durán    | Horacio Durán    | Horacio Durán    | Horacio Durán    | Horacio Durán    | Horacio Durán   | Horacio Durán   | Horacio Durán     | Horacio Durán     | Horacio Durán     | Horacio Durán      | Horacio Durán      | Horacio Durán      |                    |                    |                    |                    |                    |                    |                    |                    |
| direzione/voce/chitarra           | Horacio Salinas | Horacio Salinas       | Horacio Salinas       | Horacio Salinas       | Horacio Salinas       | Horacio Salinas       | Horacio Salinas   | Horacio Salinas   | Horacio Salinas   | Horacio Salinas   | Horacio Salinas   | Horacio Salinas   | Horacio Salinas | Horacio Salinas | Horacio Salinas | Horacio Salinas | Horacio Salinas | Horacio Salinas  | Horacio Salinas  | Horacio Salinas  | Horacio Salinas  | Horacio Salinas  | Horacio Salinas  | Horacio Salinas  | Horacio Salinas  | Horacio Salinas  | Horacio Salinas  | Horacio Salinas  | Horacio Salinas  | Horacio Salinas | Horacio Salinas | Horacio Salinas   | Horacio Salinas   | Horacio Salinas   | Horacio Salinas    |                    |                    |                    |                    |                    |                    |                    |                    |                    |                    |
| voce/quena                        |                 | Altamirano            | Altamirano            |                       |                       |                       |                   |                   |                   |                   |                   |                   |                 |                 |                 |                 |                 |                  |                  |                  |                  |                  |                  |                  |                  |                  |                  |                  |                  |                 |                 |                   |                   |                   |                    |                    |                    |                    |                    |                    |                    |                    |                    |                    |                    |
| voce/quena                        |                 | Ernesto Pérez de Arce | Ernesto Pérez de Arce | Ernesto Pérez de Arce | Ernesto Pérez de Arce | Ernesto Pérez de Arce |                   |                   |                   |                   |                   |                   |                 |                 |                 |                 |                 |                  |                  |                  |                  |                  |                  |                  |                  |                  |                  |                  |                  |                 |                 |                   |                   |                   |                    |                    |                    |                    |                    |                    |                    |                    |                    |                    |                    |
| voce/chitarra/quena/flauto dolce  |                 |                       |                       | Coulón                |                       |                       |                   |                   |                   |                   |                   | Marcelo Coulón    | Marcelo Coulón  | Marcelo Coulón  | Marcelo Coulón  | Marcelo Coulón  | Marcelo Coulón  | Marcelo Coulón   | Marcelo Coulón   | Marcelo Coulón   | Marcelo Coulón   | Marcelo Coulón   | Marcelo Coulón   | Marcelo Coulón   | Marcelo Coulón   | Marcelo Coulón   | Marcelo Coulón   | Marcelo Coulón   | Marcelo Coulón   | Marcelo Coulón  | Marcelo Coulón  | Marcelo Coulón    | Marcelo Coulón    | Marcelo Coulón    | Marcelo Coulón     | Marcelo Coulón     | Marcelo Coulón     | Marcelo Coulón     | Marcelo Coulón     | Marcelo Coulón     | Marcelo Coulón     | Marcelo Coulón     | Marcelo Coulón     | Marcelo Coulón     | Marcelo Coulón     |
| voce/chitarra/percussioni         |                 |                       |                       |                       | José Seves            | José Seves            | José Seves        | José Seves        | José Seves        | José Seves        | José Seves        | José Seves        | José Seves      | José Seves      | José Seves      | José Seves      | José Seves      | José Seves       | José Seves       | José Seves       | José Seves       | José Seves       | José Seves       | José Seves       | José Seves       | José Seves       | José Seves       | José Seves       | José Seves       | José Seves      | José Seves      | José Seves        |                   | Seves             | Seves              |                    |                    |                    |                    |                    |                    |                    |                    |                    |                    |
| quena                             |                 |                       |                       |                       |                       | José Miguel Camus     | José Miguel Camus | José Miguel Camus | José Miguel Camus | José Miguel Camus | José Miguel Camus | José Miguel Camus |                 |                 |                 |                 |                 |                  |                  |                  |                  |                  |                  |                  |                  |                  |                  |                  |                  |                 |                 |                   |                   |                   |                    |                    |                    |                    |                    |                    |                    |                    |                    |                    |                    |
| voce                              |                 |                       |                       |                       |                       |                       |                   |                   |                   |                   |                   |                   |                 |                 |                 | Ball            | Ball            | Ball             |                  |                  |                  |                  |                  |                  |                  |                  |                  |                  |                  |                 |                 | Ball              | Ball              | Ball              |                    |                    |                    |                    |                    |                    |                    |                    |                    |                    |                    |
| voce/sassofono                    |                 |                       |                       |                       |                       |                       |                   |                   |                   |                   |                   |                   |                 |                 |                 |                 |                 | Renato Freyggang | Renato Freyggang | Renato Freyggang | Renato Freyggang | Renato Freyggang | Renato Freyggang | Renato Freyggang | Renato Freyggang | Renato Freyggang | Renato Freyggang | Renato Freyggang | Renato Freyggang |                 |                 |                   |                   |                   |                    |                    |                    |                    |                    |                    |                    |                    |                    |                    |                    |
| voce/sassofono/flauto             |                 |                       |                       |                       |                       |                       |                   |                   |                   |                   |                   |                   |                 |                 |                 |                 |                 |                  |                  |                  |                  |                  |                  |                  |                  |                  |                  |                  | P. Villagra      | P. Villagra     | P. Villagra     | P. Villagra       |                   |                   |                    |                    |                    |                    |                    |                    |                    |                    |                    |                    |                    |
| voce/clarinetto/percussioni       |                 |                       |                       |                       |                       |                       |                   |                   |                   |                   |                   |                   |                 |                 |                 |                 |                 |                  |                  |                  |                  |                  |                  |                  |                  |                  |                  |                  | Efrén Viera      | Efrén Viera     | Efrén Viera     | Efrén Viera       | Efrén Viera       | Efrén Viera       | Efrén Viera        | Efrén Viera        | Efrén Viera        | Efrén Viera        | Efrén Viera        | Efrén Viera        | Efrén Viera        | Efrén Viera        | Efrén Viera        | Efrén Viera        | Efrén Viera        |
| voce/chitarra/violino             |                 |                       |                       |                       |                       |                       |                   |                   |                   |                   |                   |                   |                 |                 |                 |                 |                 |                  |                  |                  |                  |                  |                  |                  |                  |                  |                  |                  |                  |                 |                 | Daniel Cantillana | Daniel Cantillana | Daniel Cantillana | Daniel Cantillana  | Daniel Cantillana  | Daniel Cantillana  | Daniel Cantillana  | Daniel Cantillana  | Daniel Cantillana  | Daniel Cantillana  | Daniel Cantillana  | Daniel Cantillana  | Daniel Cantillana  | Daniel Cantillana  |
| direzione/voce/chitarra           |                 |                       |                       |                       |                       |                       |                   |                   |                   |                   |                   |                   |                 |                 |                 |                 |                 |                  |                  |                  |                  |                  |                  |                  |                  |                  |                  |                  |                  |                 |                 |                   |                   |                   | Manuel Meriño      | Manuel Meriño      | Manuel Meriño      | Manuel Meriño      | Manuel Meriño      | Manuel Meriño      | Manuel Meriño      | Manuel Meriño      | Manuel Meriño      | Manuel Meriño      | Manuel Meriño      |
| voce/chitarra/flauto              |                 |                       |                       |                       |                       |                       |                   |                   |                   |                   |                   |                   |                 |                 |                 |                 |                 |                  |                  |                  |                  |                  |                  |                  |                  |                  |                  |                  |                  |                 |                 |                   |                   |                   | Christian González | Christian González | Christian González | Christian González | Christian González | Christian González | Christian González | Christian González | Christian González | Christian González | Christian González |
| voce/charango/cajón/quena/zampoña |                 |                       |                       |                       |                       |                       |                   |                   |                   |                   |                   |                   |                 |                 |                 |                 |                 |                  |                  |                  |                  |                  |                  |                  |                  |                  |                  |                  |                  |                 |                 |                   |                   |                   |                    | Juan Flores        | Juan Flores        | Juan Flores        | Juan Flores        | Juan Flores        | Juan Flores        | Juan Flores        | Juan Flores        | Juan Flores        | Juan Flores        |
| voce/chitarra                     |                 |                       |                       |                       |                       |                       |                   |                   |                   |                   |                   |                   |                 |                 |                 |                 |                 |                  |                  |                  |                  |                  |                  |                  |                  |                  |                  |                  |                  |                 |                 |                   |                   |                   |                    |                    |                    |                    | César Jara         | César Jara         | César Jara         | César Jara         | César Jara         | César Jara         | César Jara         |

     Formazione attuale degli Inti-Illimani
I nomi in corsivo sono membri della società proprietaria Inti-Illimani.

## Discografia parziale

### Album in studio
- 1969 - Si somos americanos
- 1969 - A la resistencia española/A la revolución mexicana split album con Rolando Alarcón
- 1969 - Inti-Illimani
- 1970 - Inti-Illimani
- 1970 - Canto al programa
- 1971 - Autores chilenos
- 1972 - Canto para una semilla
- 1973 - Canto de pueblos andinos vol. 1
- 1973 - Viva Chile!
- 1974 - Inti-Illimani 2 - La nueva canción chilena
- 1975 - Inti-Illimani 3 - Canto de pueblos andinos
- 1975 - Inti-Illimani 4 - Hacia la libertad
- 1976 - Inti-Illimani 5 - Canto de pueblos andinos vol. II
- 1977 - Inti-Illimani 6
- 1978 - Canto per un seme
- 1978 - Canto para una semilla
- 1979 - Inti-Illimani 8 - Canción para matar una culebra
- 1979 - Jag vill tacka livet - 13 sänger av Violeta Parra (con Arja Saijonmaa)
- 1981 - Palimpsesto
- 1982 - Flight of the Condor (split con i Guamary)
- 1982 - Con la razón y la fuerza (con Patricio Manns)
- 1984 - Imaginación
- 1985 - La muerte no va conmigo (con Patricio Manns)
- 1985 - Chant pour une semence
- 1986 - De canto y baile
- 1987 - Fragments of a Dream (con John Williams e Paco Peña)
- 1993 - Andadas
- 1996 - Arriesgaré la piel
- 1998 - Lejanía
- 1998 - Amar de nuevo
- 1999 - La rosa de los vientos
- 1999 - Sinfónico
- 2003 - Lugares comunes
- 2006 - Pequeño mundo
- 2010 - Meridiano
- 2013 - La máquina del tiempo
- 2014 - Teoría de cuerdas
- 2017 - El canto de todos
- 2019 - Saludos a todos (con Isabel Parra)
- 2023 - Agua (con Giulio Wilson)

### Album dal vivo
- 1980 - En directo
- 1984 - Sing to Me the Dream (con Holly Near)
- 1990 - Leyenda (con John Williams e Paco Peña)
- 1992 - Conciertos Italia '92
- 1997 - En vivo en el Monumental
- 2004 - Viva Italia

### Raccolte
- 1980 - Inti-Illimani i Sverige
- 1994 - The Best of Inti-Illimani
- 2000 - Inti-Illimani interpreta a Víctor Jara
- 2001 - Antologia en vivo
- 2006 - The Best of Inti-Illimani Live

### EP
- 1972 - Fiesta del domingo (split con Quilapayún)
- 1975 - Omaggio a Neruda (split con Pablo Neruda)

### Singoli
- Sevillana de la libertad
- El pueblo unido jamás será vencido/La segunda independencia (split con Quilapayún)
- 1971 - Charagua/El aparecido
- 1972 - Tatati/Lo que mas quiero
- 1972 - Nuestro México, febrero 23/Dolencias
- 1972 - Lamento Indio (Los Arados)/Dolencias
- 1973 - Solidarität mit Chile (split con Quinteto Tiempo, Oktoberklub e Agitprop)
- 1974 - El pueblo unido jamás será vencido/Gracias a la vida (split con Isabel Parra)
- 1975 - Ciudad Ho Chi Minh/Chiloé
- 1976 - El pueblo unido jamás será vencido/Alturas
- 1977 - Dem Frieden Die Freiheit (split con Puhdys e Oktoberklub Berlin)
- 1977 - Canción del poder popular/Fiesta de San Benito
- 1977 - Alturas/Rin del angelito
- 1977 - América novia mia/No nos someterán
- 1978 - Señora chichera/Ojos azules
- 1979 - Samba lando/Vuelvo
- 1981 - El mercado Testaccio
- 1982 - The Flight of the Condor (split con Guamary)
- 1996 - Alturas - Pavesi Sound Remix '96

### Partecipazioni
- 1968 - AA.VV. Por la CUT
- 1969 - AA.VV. Voz para el camino
- 1973 - AA.VV. No volveremos atrás
- 1973 - AA.VV. Primer festival internacional de la cancion popular
- 1973 - AA.VV. Folklore international
- 1973 - AA.VV. Politische Lieder
- 1974 - AA.VV. Konzert für Chile
- 1974 - AA.VV. Rote lieder - 4º Festival des politischen liedes
- 1974 - AA.VV. Internationales Konzert: Solidarität mit Chile
- 1977 - AA.VV. Rote lieder - 7º Festival des politischen liedes
- 1978 - AA.VV. Desde Chile: resistimos
- 1975 - AA.VV. A Concert for Chile
- 1983 - AA.VV. Rote lieder - 13º Festival des politischen liedes
- 1984 - AA.VV. Tercer Festival de la Nueva Canción Latinoamericana
- 1995 - AA.VV. Tributo ad Augusto
- 1996 - AA.VV. Todas las voces todas 1
- 1996 - AA.VV. Todas las voces todas 2
- 1999 - AA.VV. Konzert für Víctor Jara
- 2001 - AA.VV. Philadelphia Folk Festival - 40th Anniversary
- 2002 - AA.VV. Prima della pioggia
- 2013 - AA.VV. ¡Released! The Human Rights Concerts 1990: An Embrace of Hope

## Videografia
- 1994 - Inti-Illimani live
- 1996 - Arriesgaré la piel en vivo
- 2003 - Lugares comunes - Court central
- 2007 - Inti-Illimani - Dove cantano le nuvole, di Francesco Cordio e Paolo Pagnoncelli

## Filmografia
- Vientos del Pueblo-Gli Inti-Illimani nel Sannio e nel Matese di Ugo Gregoretti (1976) documentario Rai